# 超弩級少女4946
『超弩級少女4946』（ちょうどきゅうしょうじょヨンキュウヨンロク）は、東毅による日本の漫画。『週刊少年サンデー超』（小学館）において2009年APRIL号から2011年8月号まで連載。また同社のウェブコミック配信サイト『クラブサンデー』においても同時掲載されている。単行本6巻。作者にとって初の連載作品である。話数カウントはSCENE#●。

## あらすじ
主人公・飛田マコトは女の子と付き合うことに憧れる中学3年生である。しかしチビでおバカな故か、モテモテの友人・神宮寺のフォローがあるも全くモテない日々であった。ある日、学校が謎の怪獣に襲われ、逃げ遅れたマコトは怪獣と同サイズの女の子に助けられる。だが、その少女がピンチに陥ったときに、「男は女の子を護る」と怪獣に立ち向かったことから、その少女衛宮まなに一目惚れされた。公称49m46cmの身長を持つ少女と普通の少年との「ラブコメ史上（おそらく）最大の身長差」の「超弩級ラブコメ」。

## 登場人物

### 主要キャラクター
飛田 マコト（とびた - ）
本作品の主人公。彼女が欲しい15歳の中学生。神鳴中学3-C。だがチビでおバカであるためか全くモテない。一部の女子からは「チビ田」と呼ばれる。
正義感の持ち主で、「女の子が危ない時は男が体を張って護る」という考えを持っており、それを実践もしている熱血漢である。
実家は「飛田神社」という神社で、都市伝説になりそうな逸話が多いらしい。今は実家を出てアパート暮らしをしている。家族は、父・神護郎と妹・玖海。母は6年前に他界。
学校が謎の怪獣に襲われ逃げ遅れるが、怪獣と同サイズの巨大な女の子に助けられる。その少女がピンチになった時、果敢にも怪獣に立ち向かったことから好きになられ、告白される。
火事騒ぎの際、逃げ遅れた明美を助けに行き、自身も煙に巻かれる。危機を察し助けに来たまなが生徒から怪物扱いされるのに我慢ならず、「俺の彼女だ」と宣言した。
強靭な肉体を持っており、ベンチを片手で持ち上げる、逆立ちして片手で小指立て伏せ、スチール缶を指3本でつぶす、といったことができる。また、銃で撃たれても、3日で退院した。
実は、初代飛田家当主・飛田真言（）の生まれ変わり。まなのもとへ向かった時に砲弾に当たり重傷を負い、真言の記憶を取り戻す。そして、ミコトを止めるためにまなと一体化した。太陽の膨張を止めに向かったまなから分離されたが、記憶を失って帰ってきたまなにプロポーズした。
衛宮 まな（えいみや まな）
本作品のヒロイン。身長49m46cm（公称）の少女。15歲。体重は、その時の気分によって変わる。本名は衛宮 愛（えいみや まな）。
神鳴中学に襲来した怪獣と戦う。自分を庇おうとして怪獣に立ち向かったマコトに一目惚れし、怪獣退治後に告白した。「愛さえあれば身長差なんて関係ない」といい、若干強引にアプローチして来る。マコトを「王子様」「未来の夫（仮）」と呼ぶ。
性格はかなり乙女である。着る服が布のようなもの1着しかないことを気にしている。身長についてもかなり気にしており、四捨五入されて50mと言われると怒る。「女の子はちっちゃいほうがかわいい」と思っている。
元々は普通の人間の少女だったが、交通事故で瀕死状態だったところをカテゴリー『D』・ダイダラボッチと同化したことにより現在の姿になった。
その存在は「国家機密」であり、最初は学校の近くに造られた大型テントに住んでいたが、火事騒ぎでマコトと明美を助けた際に生徒多数に姿を見られたため、マコトのクラスに入学する。クラスメイトは最初驚くものの、割と早くに慣れ、受け入れた。
彼女の食料は人間の魂であるが、本人はそのことを嫌がり、10年間食事をしていない。マコトを食べるとかなりの力を発揮する。その力は、キラウェア火山爆発時の約10倍。その際、大量の妖気を放出し、妖怪が実体化してしまう。それを防ぐため、玖海による特訓を受けている。
ずっと海外にいたため、8ヵ国語話せ、日本語が一番下手。
手を交差させることで、必殺の光線技を出すことができる。パワーアップ時では、あまりの威力のため、町を壊滅状態にしてしまうので、地上の敵に打つことはできない。
ミコトに許しを請うために殺されそうになるが、神宮寺が地上波、衛星全ての回線をジャックして全世界へ流したまなの映像を人々が見たことで攻撃の手がやむ。そして負傷したマコトを吸収し身長4946mに巨大化、距離の概念を無視して宇宙生物をすべて撃破する。太陽の膨張を止めるため太陽に突入、蒸発したといわれていたが3ヵ月後に元の49m46cmのサイズに戻って地球に帰ってきたが、突入時に力を使いすぎたためにマコトとの記憶を失ってしまっていた。そこでマコトのプロポーズを受けた。その後、マコトとめでたく結婚する（6巻記念特典より）。
神宮寺 兼人（じんぐうじ かねと）
マコトの親友でクラスメイト。女子にとてもモテており、ゴミ袋数袋分のラブレターを焼却処理したこともある。祖父はフランス人。書道3段。
MENSAに登録されるほど頭がよく、スポーツも万能という才色兼備である。しかしその反面、かなりのオタクで、宇宙人、未来人、超能力者などの「パンチのある設定の娘」にしか興味が無い。実は「リアル巨大少女」であるまなは好みにぴったりであるが、マコトとまなの関係を応援しており、2人の「行く先を見届けたい」と言って何かとフォローする。ハッピーエンドになった場合は、ラノベかケータイ小説で、「超弩級少女」というタイトルで小説を書く予定。
伊達眼鏡をかけている。そのことを「キャラ作り」と言われると、かなりショックを受ける。
祖父譲りの髪色と青い目のため、かつては周囲に受け入れてもらえず、いじめられていた。小学生のころ転校してきたマコトに、他人が持っていないことを持っていることが魅力だと教えてもらい、友達になった。
『D』計画の一環で、まなの恋人となるはずだった。神鳴中学を冬休み中に要塞に変え、米国軍に立ち向かう。
土田（つちだ）
まなの世話をしている国土交通省の官僚。破壊された土地建物の復旧工事を担当している。通称は自称「つっちー」。性格的に軽い人間のように見えるが、実は切れ者である。
土田によると、怪獣の正体は宇宙生物である。その事実を隠蔽するために、数十年に亘り人類同士の戦争と偽装しながら戦って来たという。
『D』計画を発案した。まなが人間を喰うようになった時の食料志願者リストの筆頭に志願している。
飛田 玖海（とびた くうみ）
マコトの妹。14歳。身長158cm（兄より大きい）。体重42kg。B78・W52・H78。
兄の悲鳴を聞いて悶えるほどのドS。妖怪退治の仕事をしており、そのための対神格クラスの妖怪戦闘用に鍛えられた特別性の霊刀（人間を切ることはできない）を持っている。その存在は、カテゴリー『D』の世界でも有名。桁違いの霊力を持っている。
まなが戦うことによる、妖怪の実体化で、日本が滅ぼされるのを防ぐため、まなを殺そうとするも、マコトのために、まなを殺すのをあきらめる。
その後、まなの妖力コントロールの指導のため、神鳴中学に転校してきた。
母の死をきっかけに、自分の命を顧みなくなったマコトに守られないように、修行して強くなった。しかし、修行でついた筋肉のせいでAカップのままであることを気にしている。
塩屋 センリ（しおや - ）
「真の愛の探究者」「地球を護るスーパーヒーロー」を自称する高校生。その正体は変身能力を持つカテゴリー『D』。相手の強いイメージを読み取って変身している。本来の姿は九尾の狐のようだ。
眼鏡をかけている（実は伊達）。大江千里をモチーフにしていると思われる（大江の代表曲「塩屋」を苗字にしているところから）。
マコトとまなの間に愛はなく、同情、錯覚で、同じ『D』である自分だけがまなを護れるとして、まなと付き合う。しかし、マコトとまなの愛を認め、自分が知りたい答えを2人なら示してくれると思い、身を引く。
かつて暴れまわっていた時に出会った盲目の退魔師（真言の妹）が、強盗に刺されて死ぬ間際に受け取ったキレイな光を探していたが、玖海の指摘により自分の中にもそれがあることに気づく。玖海からも同じ光とマコトが玖海にあげたお守りの人形を受け取り、自爆し、宇宙生物の9割を道連れにして倒す。かろうじて魂だけがその人形に乗り移り、まなに集まった50億人分の祈りのエネルギーのおこぼれで、人間の姿へ戻ることができた。
加藤 明美（かとう あけみ）
神鳴中学2年で、マコトの後輩。神鳴中学2-A。14歳。身長154cm。体重40kg。B80・W52・H79。好きなものは超常現象とオカルト。嫌いなものは科学者。オカルト研部長。
泊り込みの怪獣探しに参加する。実際に怪獣を見たマコトに興味を持った模様。火事騒ぎでは逃げ遅れマコトとまなに助けられる。その後はマコトに好意を抱き、様々なアプローチをしている。家が貧乏で、幼い弟が何人もいる。料理が得意。
もともと、朝、新聞配達をしていたが、マコトにクリスマスプレゼントを買うため、メイド定食「エンジェルボート」で働くようになる。仕事を頑張りすぎて、客に1時間1万円落とさせたため、もはや都市伝説の域に達している。
偶然、『D』計画の真相を知ってしまい、連れ去られる。まなのもとへ向かったマコトに告白するが、フラれた。
アイザック＝モンタナ
アメリカの諜報機関・極東九課の元工作員。身長165cm。体重48kg。B89・W59・H88。好きなものは日本の文化（偏りあり。アニメ、特に「子ねずみビット」）。アニメで日本語をマスターした結果、日本語検定1級を所得。関西弁を話す。
病気で倒れた祖父を救うため、工作員になる。カテゴリー『D』の調査のため来日、マコトに接近する。
訓練生だった時、友人に裏切られ、他人を信じられなくなる。そんな中、自分を無条件で信じてくれたマコトのそばにいたいと願い、まなのテントに侵入した際、センリの変身細胞のコピーにその思いを読み取られ巨大化、暴走し、まなを襲う。しかし、マコトが現れ、いちばん欲しかったものである「心の底から信じられる存在（＝マコト）」を手に入れたため、助かった。
その後、リスクが高すぎるとして中止されたマコトの強襲移送作戦を独断で実行した上司の元から、マコトを、まな、センリとともに救出する。そして、その事件の真相を闇に葬るため、祖父とともに国外追放処分を受け、改めてマコトたちのクラスメイトとなる。
15歳だと偽っていたが実は17歳で、「アイザック＝モンタナ」も偽名だということをマコトに明かした。米軍を止めるため自殺するつもりだったが、玖海によって阻止された。

### カテゴリー『D』
麒麟（きりん）
神獣。ヒトの怨念、邪念を喰う。邪念を喰いすぎたため、自ら災厄を引き起こして怨念を喰うようになる。
火山を噴火させ、気象も操ることができる。さらに、口からまなと同威力の光線を吐く。まなをはるかに超える巨体。存在するだけで世界を滅ぼしかねない、危険すぎて、同じ『D』ですら近づかないカテゴリー『D』。
歴代最強の初代飛田家当主すら歯が立たなかったが、魂を喰わせることで使役したダイダラボッチの力で、4度の戦いの末に封印される。
その後、飛田神社の地下に、対神格級専用多重装甲結界により封じられていたが、まなが戦いの中で放った妖気のため、復活。パワーアップしたまなをも圧倒するが、玖海の力を送り、さらにパワーアップしたマナの光線で倒される。
倒された際に飛び散ったカケラは、ヒトの怒りや怨念、嫉妬といった負のエネルギーにひきつけられて取りつき、実体化する。
日輪 ミコト（ひのわ ‐ ）
始まりの（オリジナル）『D』と呼ばれる、宇宙生物も含めたすべてのカテゴリー『D』の源。太陽系の管理者にして、太陽の化身。見た目は少女だが、ガレキの山を一瞬で蒸発させる力を持ち、宇宙生物をコントロールしている。また、千里眼と、永遠に近い命（=太陽の寿命）を持っている。
マコトを「主人公」、自分を「ヒロイン」、まなを「サブヒロイン」と呼ぶ。
人類が麒麟を倒すほどの力を得たため絶滅させることにしたというが、真意は人類がマコトと自分が結ばれるのに邪魔だから。
1000年前、飛田神社周辺の人口が増えすぎたため、蟲妖を100体送り込み、1日で滅ぼそうとするも、初代・飛田真言の手により、初めて予想が外れた。真言から名前をもらったため、彼のことを好きになった。しかし、真言の言うことを聞いて人口が増えすぎ、妖怪との共存を望んでいた真言が殺されかけたため、麒麟を繰り出す。その結果として彼を失ったため、その生まれ変わりであるマコトを護るため、マコトのいうことを聞かず、麒麟を超える巨大宇宙生物100体以上で、人類を絶滅させようとしている。
センリの自爆と巨大化したまなのために手勢をすべて失い、神宮寺に進言を失った原因が自分にあると指摘され本体である太陽に戻り自爆しようとする。しかし、太陽に突入したまなによって阻まれその後の人類の『管理』をやめ盛衰を見守ることとなる。
30億年後の太陽に寿命が近づいた時代、1000回滅亡し1000復活した人類に捕らわれて彼らの誤った認識によって磔にされていたが、3度生まれ変わった真言によって救われる（6巻記念特典より）。

### その他
飛田 神護郎（とびた じごろう）
マコト、玖海の父。現・飛田家当主。
司馬先生
マコト達の担任。実は、2年前に神宮寺がまなの恋人候補に決まった時、彼の護衛として派遣された土田の部下だった。
モーガン司令
モンタナの上司に騙されて、アメリカの空母ジョージ・ワシントンでマコトをアメリカに連れ帰ろうとした際、取り戻しにやってきたまなによって艦隊が半年行動不能な損害を受けた。
その後、宇宙生物の攻撃を止めてもらうために差し出されたまなを処分するため艦砲射撃を行うが、全世界に放送されたまなの映像を見、攻撃対象を宇宙生物に変更する。
飛田 真言（とびた しんげん）
歴代最強と言われる、初代飛田家当主。ダイダラボッチに魂を喰わせて使役し、麒麟と4度戦い封印するも、魂を喰い尽くされ、死亡。ミコトと将来を誓っていた。マコトはその生まれ変わり。
妖怪を狩り始めた人々に、彼らとの和平を訴えかけるが半殺しにされた。麒麟を倒すためにダイダラボッチに魂を喰わせたのは、ミコトの間違いを気付かせるためだった。
新谷 涼子（しんたに りょうこ）
神鳴中学3－A。文化祭で行われるミスコン・神鳴杯の2年連続女王。マコト、神宮寺とは小学校のころ、クラスメイトだった。神宮寺のことが好きで、自分に振り向いてほしくて、彼をいじめていた。『女王』になっても自分に振り向かなかったのに、まなと仲良くする姿を見て嫉妬する。そのため、麒麟に取りつかれるが、神宮寺が、実は、自分のことをずっと見ていたと知り、麒麟から解放され、助かった。

## 用語
神鳴中学
マコトたちの通う中学校。後にまなも転入して来た。
カテゴリー『D』
「地球起源の超自然特殊生物群」を示す言葉。その存在は天使や悪魔、妖怪と呼ばれる「高位生命体」で、「人類の護り神」であるらしい。
飛田神社
マコトの実家。オカルトマニアたちの間では、有名な心霊スポット。『民に災いを為す人外のモノならば、たとえ神が相手でも討ち祓うべし』という理を持ち、妖怪退治が仕事の神社。日本に存在するあらゆるカテゴリー『D』、妖怪たちとの戦闘記録、生態観察記録、政府がいまだ研究中の情報を所蔵している。地下には、神獣・麒麟が封じられていた。
『D』計画
政府が進めている計画。土田曰く、「恥ずかしくて子供にとても聞かせられない、身勝手な計画」。
概要は、人類と対話可能なカテゴリー『D』を発見し（第1段階）、人類のために戦う動機づけを行い（第2段階）、能力を強化し対宇宙生物戦争に勝利する（第3段階）。そしてそれが不可能だった場合交渉の切り札として利用する（最終段階）。第1段階から進展がなかったため、土田の発案によりまなに恋をさせることで戦わせることになった。その恋人候補が神宮寺兼人だった。

## 書誌情報
- 第1巻：2009年（平成21年）9月17日発売、ISBN 978-4-09-121759-2 - 第1～4話収録、描きおろしの「予告」、「美少女ファイル」ほか多数あり
- 第2巻：2010年（平成22年）2月18日発売、ISBN 978-4-09-122176-6 - 第5～9話収録
- 第3巻：2010年（平成22年）6月18日発売、ISBN 978-4-09-122339-5 - 第10～14話収録
- 第4巻：2010年（平成22年）10月18日発売、ISBN 978-4-09-122656-3 - 第15～19話収録
- 第5巻：2011年（平成23年）3月18日発売、ISBN 978-4-09-122817-8 - 第20～24話収録
- 第6巻：2011年（平成23年）8月18日発売、ISBN 978-4-09-123228-1 - 第25～29話収録